# گاله هورن
گاله هورن (به لاتین: Galehorn) یک کوه در سوئیس است که در کانتون وله واقع شده‌است. گاله هورن ۲٬۷۹۷ متر بالاتر از سطح دریا واقع شده‌است.